# Lavapiés
Lavapiés er en bydel i Spaniens hovedstad Madrid centreret omkring Plaza de Lavapiés (Lavapiés Plads), hvor der også ligger metrostation.
Indtil inkvisitionen i 1492, hvor alle ikke-kristne blev forvist fra Spanien, var kvarteret forholdsvis beboet af jøder. Således er kvarterets San Lorenzo kirke bygget, hvor en synagoge før lå.
Navnet på bydelen kommer af spansk "lavar" – "at vaske" og "pies" – "fødder", som formentlig refererer til, at der blev foretaget rituel jødisk afvaskning i en dam eller springvand på Plaza de Lavapiés, før man gik ind i synagogen.
Længe var området er nedprioriteret og overset arbejderkvarter.
Måske netop af denne grund, har bydelen bevaret et meget gammeldags præg og man finder også på Plaza de Cabestreros det eneste tilbageværende monument i Madrid fra Den Anden Republik, hvis spor ellers effektivt blev fjernet af det senere franquistiske styre over alt.
I 1980'erne var kvarteret så nedslidt, at der var tale om egentlig slum, og med byens høje arbejdsløshed i denne periode blev kvarteret hjemsted for megen kriminalitet og mange narkomaner. Op igennem 1990'erne, da andre kvarterer nød godt af byfornyelser var Lavapiés et af de sidste steder med omfattende husbesættelser, narkomaner og vold.
Dette affødte naturligvis meget lave huspriser i området, hvorfor det blev befolket af et stort antal indvandrere – især kinesere og marokkanere.
I slutningen af 1990'erne begyndte myndighederne byfornyelse i bydelen, som siden er steget betydeligt i pris og kommet af med en stor del af sine sociale problemer. Kvarteret har dog bevaret sin boheme-stemning med mange unge kunstnere, indvandrere fra alverdens lande og et par enkelte alkoholikere og pushere der stadig holder til omkring Plaza de Lavapiés.
I udkanten af kvarteret findes desuden Museo Reina Sofia, Dronning Sofia Museet, hvor bl.a. Picassos 'Guernica' hænger.
Lige op ad bydelen ligger den store Atocha station, hvor terrorangrebet den 11. marts 2004 fandt sted. Gerningsmændende viste sig at være ekstremistiske islamister bosiddende i Lavapiés.